# Hylaeus tagala
Hylaeus tagala är en biart som först beskrevs av William Harris Ashmead 1905.  Hylaeus tagala ingår i släktet citronbin, och familjen korttungebin. Inga underarter finns listade i Catalogue of Life.